# Cal Moliner (la Quar)
Cal Moliner és una masia ubicada al terme municipal de la Quar, al Berguedà. Està inventariada al mapa de patrimoni de la Generalitat de Catalunya amb el número IPAC-3537.

## Descripció i característiques
Cal Moliner és una masia d'estructura clàssica, coberta a dues vessants i amb el carener perpendicular a la façana de llevant, on hi ha la porta i petites finestres amb llindes de fusta. Cal Moliner es va construir al segle xvii o començaments del xviii i posteriorment es va ampliar pel sector de migdia amb un cos rectangular cobert amb la prolongació del ràfec de la primera masia. Els murs són de maçoneria irregular i les finestres són de petites dimensions.
Cal Moliner fou construïda dins els dominis del monestir de Sant Pere de la Portella, prop de la riera del mateix nom. És una masia del segle xvii o començament del xviii. Està deshabitada des de la Guerra Civil.